# Rhinocricus thomasianus
Rhinocricus thomasianus är en mångfotingart som beskrevs av Chamberlin 1918. Rhinocricus thomasianus ingår i släktet Rhinocricus och familjen Rhinocricidae. Inga underarter finns listade i Catalogue of Life.